# Vinko Zwitter
Vinko Zwitter (* 19. Juli 1904 in Draschitz im Gailtal, Gemeinde Hohenthurn; † 3. Mai 1977 in Tösching, Gemeinde St. Jakob im Rosental) war ein österreichischer politisch und kulturell aktiver Kärntner Slowene und Handelsakademieprofessor. 

## Biografie
Vinko Zwitter maturierte im Jahre 1924. In Wien schloss er das Studium an der Hochschule für Welthandel im Jahre 1928 mit dem Titel „Diplomkaufmann“ ab. Im Jahre 1941 promovierte er mit der Dissertationsarbeit „Der Einfluss des Kapitalismus auf die Landwirtschaft“ zum Doktor des Welthandels. 1951 legte er die Prüfung für die Professur für die Handelsakademie an der Hochschule für Welthandel ab.
Im Jahre 1933 ehelichte Vinko Zwitter Terezija Prušnik, die Tochter des Franz Prušnik aus Lobnik bei Eisenkappel (Lobnik pri Železni Kapli) und Schwester des späteren Partisans Karl-Gašper. In den Jahren 1929–1941 war er Sekretär des Slowenischen christlich-sozialen Verbandes für Kärnten, der sich im Jahre 1934 zum Slowenischen Kulturverband umbenannte. Zur selben Zeit war er Redakteur und von 1936 bis 1938 Verleger und Herausgeber der Wochenzeitschrift Koroški Slovenec (Kärntner Slowene) und Leiter des slowenischen Studentenheimes in Klagenfurt. Im Jahre 1941 verbrachte er mit anderen führenden Vertretern der slowenischen Volksgruppe 3 Monate im Gefängnis. Wegen „Wehrunwürdigkeit“ wurde er 1941 aus Kärnten vertrieben und bis 1945 der Deutschen Lufthansa in München, Prag und Nahod zugeteilt. Seine Frau Terezija kam im Jahre 1944 ins Gefängnis und wurde nach ihrer Entlassung in den deutschen Teil Kärntens mit 4 Kindern im Alter von 5 bis 10 Jahren vertrieben. 
Nach Ende des Zweiten Weltkrieges kehrten alle wohlbehalten zurück. Vinko Zwitter wurde Vizepräsident der örtlichen Befreiungsfront (OF). Nach seinem Ausschluss aus der OF im Jahre 1947 leitete er die Wiederherstellung der katholischen Organisationen der Kärntner Slowenen, war Mitbegründer der Klagenfurter Hermagorasbruderschaft (Mohorjeva družba), von 1949 bis 1956 Begründer und Redakteur der Zeitschrift Družina in dom (Familie und Heim), später Vera in dom (Glaube und Heim). Nach dem 2. Vatikanum wurde er führender Laie in den katholischen Organisationen. In der Zeit von 1965 bis 1977 war Zwitter erster Präsident des Slowenisch-Katholischen Arbeitskreises (KDO – Katoliški delovni Odbor) – der Katholischen Aktion in Kärnten. 
Am 6. Februar 1965 wurde er von Seiner Heiligkeit Papst Paul VI. in Anerkennung seiner großen Verdienste um das Wohl und den Fortschritt der Kirche und des katholischen Lebens zum Ritter des Silvesterordens erwählt, erhoben und erklärt. Er war auch Mitbegründer des Bäuerlichen Wirtschaftsbundes (Kmečka gospodarska zveza) und deren Schriftführer von 1959 bis 1964 und Förderer zur Errichtung der Bäuerlichen Landwirtschaftsschule in Tainach (Tinje). Unter dem Pseudonym -dro veröffentlichte Vinko Zwitter in verschiedensten Zeitschriften, Broschüren und Kalendern aus verschiedensten Wissensgebieten.